# Серро, Франсиско
Франсиско Серро (исп. Francisco Cerro; 9 февраля 1988, Сантьяго-дель-Эстеро, Аргентина) — аргентинский футболист, защитник клуба «Монтевидео Уондерерс». Выступал за сборную Аргентины.

## Клубная карьера
Серро начал карьеру в клубе «Кильмес». 7 июня 2008 году в матче против «Альдосиви» он дебютировал в аргентинской Примере. 22 ноября 2010 года в поединке против «Расинга» Франсиско забил свой первый гол. В 2011 году на правах аренды Серро перешёл в «Велес Сарсфилд». 20 августа в матче против «Арсенала» из Саранди он дебютировал за новый клуб. По окончании сезона «Сарсфилд» выкупил контракт Франсиско. 26 августа 2012 года в поединке против «Сан-Мартин» он забил свой первый гол за «Велес». В том же году Серро помог команде выиграть чемпионат.
Летом 2013 года Франсиско перешёл в «Расинг» из Авельянеды. 3 августа в матче против «Тигре» он дебютировал за новый клуб.
Летом 2017 года Серро перешёл в испанский «Райо Вальекано». 20 августа в матче против «Реал Овьедо» он дебютировал в Сегунде.

## Международная карьера
22 ноября 2012 года в матче товарищеском матче против сборной Бразилии Серро дебютировал за сборную Аргентины.

## Достижения
Командные
 «Велес Сарсфилд»
- Чемпионат Аргентины по футболу — Инисиаль 2012